# 愛與寬容
《愛與寬容》是伊藤實的日本漫畫作品，並被改編成電視劇。漫畫版在《BE・LOVE》上（講談社）連載（2006年19號－2007年4號），單行本全2集，在2007年3月6日由講談社發行。
電視劇版從2009年4月15日到6月17日在日本電視台的日本電視台週三連續劇時段播放。宣傳詞為「獻給全天下的母親」。

## 故事大綱
野口皋月對於獨生子裕一老是不講話的事情感到不安。小澤家的長男清貴被殺害，由於裕一是被檢舉的嫌疑犯，皋月因此成為嫌疑犯的母親。

## 登場人物

### 小澤家（被害者家族）
小澤聖子
37歳。家庭主婦，擅於交際。過著幾乎自由的生活，因為喜歡和朋友在下午茶時間聊天的交際性格，而讓所愛的兒子・清貴遭到殺害，讓她的心因此封閉起來並且讓自己崩潰掉。由於對於不能保護兒子的罪惡感，而對於奪去兒子性命的裕一（智也）相當痛恨。事件後，由於老公清和女兒美帆子的支持，讓她能夠過著日常的生活，但對於加害者的憎恨還是沒有消失。
小澤清（電視劇版為秀昭）
45歳。市公所工作的公務員。很愛家，對於妻子和兩個孩子都相當疼愛。在清貴被殺後，一直鼓勵著沮喪的妻子・聖子。
小澤美帆子
14歳。中學2年級生。對於母親・聖子只疼愛弟弟・清貴相當痛恨，而說出「如果他能消失那就好了」的話，但因為弟弟的死讓她說的話成真而大受打擊。
小澤清貴
漫畫版：6歳，小學1年級生； 電視劇版：7歳，小學2年級生。
極受父母疼愛，他姊姊因而感到不爽。家人在叫他『清貴』時，所露出天真的笑容惹人喜愛。因聖子記錯了淸貴當天放學時間，而無法進入家門，後來被裕一（智也）所殺害、而結束他短短七年的生命。

### 野口家（加害者家族）
野口皋月
37歳。為了賺取就讀私立小學的兒子・裕一（智也）的學費用而努力兼職工作的媽媽。但為了因為專心養育兒子，而當全職家庭主婦。因為感覺到「育兒就是要自己責任」，就連被育兒的事情所壓迫下的時候也是一樣的想法。但因為這樣的想法而引來災害，讓她無法察覺到裕一（智也）受到很大的心傷，使裕一（智也）後來殺害隔壁學區的小澤清貴。在兒子進入少年觀護所初期時，本來溫柔的兒子，卻不能對自己打開心房的事情感到不安和難過，但在家庭法院調査官・富田的支持下，讓她和裕一（智也）真正的面對面並且也讓她決定要和兒子一起來贖罪。
野口義隆（電視劇版中為和彥）
36歳。是傑出的上班族。因為工作不顧家庭，因此把家事和育兒交給皋月。因此把裕一（智也）殺人的錯都全部怪到皋月身上，也讓皋月因此營養失調而讓身體極度衰弱。電視劇版中，因為彩乃的話，讓他後悔把過錯怪到皋月身上，於是到少年觀護所探望裕一（智也），而展開久違了的親子談話。
野口裕一（電視劇版中為智也）
漫畫版：11歳，小學6年級生；電視劇版：10歳，小學5年級生。
就讀東京都內的私立小學，經常表現冷淡，沉默且沒有表情。對於別人甚至自己的父母都不會打開自己的心房。在小澤清貴殺害事件前夜，將在忍著上廁所的清貴帶回自己家中，並且陪伴著他玩傳接球。半年前的某天，在沒有下雨的情況下，全身濕透跑回來，但皋月連解釋也沒聽就加以斥責，因此讓他開始對於雙親的心封閉起來。

### 富田家
富田葉子
家庭法院調査官。早年喪夫，因為自己也有一個小學4年級的兒子，所以對於犯罪的少年少女們以親切的態度來開導他們的心。
富田健太
小學4年級生。葉子的獨生子。

### 森田家
電視劇版所追加。
森田彩乃
30歳。皋月的妹妹，性格相當開放，單身並且過著向姐姐一邊借錢一邊工作的日子。在小澤清貴殺害事件後，給予沮喪的姐姐很大支持。
森田敏江
皋月之母。家裡是開書法教室，因為案子而使學生減少而被迫關閉，不相信孫子會成為殺人犯。

### 警方
佐伯 正志
警視廳捜査一課巡査長，為了調查「小澤清貴殺害事件」而到野口家搜查並調查事情的概要，拍檔是小泉。
小泉刑警
屬於警視廳捜査一課，為了調查「小澤清貴殺害事件」而到野口家搜查並調查事情的概要，拍檔是佐伯。
菊池刑警
屬於警視廳捜査一課，在知道「小澤清貴殺害事件」的犯人是個少年而大吃一驚。

### 法院
法官
家庭法院的少年庭法官。

### 其他人物
麻衣子
14歳。美帆子的同學。有個妹妹。
宏美
14歳。美帆子的同學。
柏木繪理
花店店員、皋月所信頼的朋友。離過婚、有個女兒。
柏木 遙
繪理的女兒。將來考慮要繼承家業。
高橋
裕一（智也）學校的老師。對皋月說明裕一（智也）的事情。

## 電視劇版

### 演員
野口皋月 - 稻森泉（香港配音：許盈）
小澤聖子 - 板谷由夏（香港配音：沈小蘭）
野口和彦 - 山本太郎（香港配音：陳欣）
小澤美帆子 - 川島海荷（香港配音：楊善諭）
野口智也 - 嘉数一星（香港配音：陸惠玲）
小澤清貴 - 佐藤詩音（香港配音：何璐怡）
宏美 -  折山由美（香港配音：黃紫嫻）
麻衣子 - 志村玲那
富田健太 - 吉川史樹（香港配音：謝潔貞）
柏木繪里 - 貓背椿（香港配音：雷碧娜）
柏木遙 - 野口真緒（香港配音：林元春）
小泉刑警 - 小松和重（香港配音：張錦江）
佐伯正志 - 高山猛久
法官 - 伊藤正之
菊池刑警 - 飯塚実（香港配音：葉振聲）
森田敏江 - 藤田弓子（香港配音：林丹鳳）
高橋 - 金子貴俊
正子 - 大空真弓
中年女遊民。數年前兒子過世、而智也的臉與他的兒子相似。
森田彩乃 - 田畑智子（香港配音：林元春）
小澤秀昭 - 佐野史郎（香港配音：張炳強）
富田葉子 - 田中美佐子（香港配音：陳凱婷）

### 工作人員
- 原作：伊藤實（日语：伊藤実 (漫画家)） 「愛與寬容 前編・後編」
- 劇本：高橋麻紀、吉本昌弘
- 音樂：神思者『Forgiving 愛與寬容 原聲帶』（BMG JAPAN）
- 協力：NiTRo、日本電視台藝術部門（NIPPON TELEVISION ART Inc.）
- 法律顧問：石井誠一郎
- 製作協力：K Factory
- 製作人：次屋尚、千葉行利
- 導演：吉野洋、國本雅廣、久保田充
- 製作，出品：日本電視台

### 各集標題
| 各話                                                    | 放送日        | 副標題                       | 劇本              | 導演     | 收視率 |
| ------------------------------------------------------- | ------------- | ---------------------------- | ----------------- | -------- | ------ |
| 第1話                                                   | 2009年4月15日 | 獻給全部的母親的家族愛的故事 | 高橋麻紀          | 吉野洋   | 13.2%  |
| 第2話                                                   | 2009年4月22日 | 禁止的葬禮                   | 高橋麻紀          | 國本雅廣 | 13.7%  |
| 第3話                                                   | 2009年4月29日 | 坦白…少年的殺意              | 吉本昌弘          | 吉野洋   | 14.2%  |
| 第4話                                                   | 2009年5月6日  | 給被害者家族的信             | 高橋麻紀          | 國本雅廣 | 13.0%  |
| 第5話                                                   | 2009年5月13日 | 意外的真相…兒子的秘密        | 吉本昌弘          | 久保田充 | 14.8%  |
| 第6話                                                   | 2009年5月20日 | 活下去的補償                 | 吉本昌弘          | 吉野洋   | 13.9%  |
| 第7話                                                   | 2009年5月27日 | 我變成死刑了？               | 高橋麻紀          | 久保田充 | 14.0%  |
| 第8話                                                   | 2009年6月3日  | 審判之日、全部的真相         | 吉本昌弘          | 吉野洋   | 15.6%  |
| 第9話                                                   | 2009年6月10日 | 母親和母親、衝撃的會面       | 吉本昌弘          | 國本雅廣 | 16.6%  |
| 最終話                                                  | 2009年6月17日 | 兩個家族…各自的結果          | 吉本昌弘 高橋麻紀 | 吉野洋   | 18.6%  |
| 平均收視率·14.76%（由Video Research對關東地區作的調查） |               |                              |                   |          |        |

### 主題曲·插曲
- MONKEY MAJIK（binyl records）
- 新垣結衣「浮世繪」（Warner Music Japan）

### 和原作的不同點
- 原作中主要描寫被害者家族，電視劇版中是以加害者家族視點來描寫。
- 電視劇版中、義隆→和彦、裕一→智也、清→秀昭。
- 皐月的妹妹森田彩乃為原創人物。
- 加害者少年於原作中曾於公園被男人強暴的過去的設定，電視劇中則是變成擁有被露宿者阿姨被強行抱住的過去。

### 特別篇（SP）
2011年9月21日日本電視台將推出此劇的特別編，將繼續由稻森泉主演。此作主題與前作以母子愛為中心不同，今次主要講述殺人者智也的弟弟的故事，描寫長大的過程中在「殺人犯的哥哥」這個宿命之下，遇到的各種各樣的困難，是一部描畫家屬的愛情和血緣紐帶的作品。長大後的弟弟將由岡田將生出演，哥哥智也將由向井理出演，水川麻美則飾演弟弟的女朋友。

#### 演員
- 森田皋月 - 稻森泉

智也和直人的母親，加奈的婆婆，裕太的奶奶。數年前丈夫和彥過世，直人對於她隱瞞哥哥智也是殺人犯的事情很不諒解，後來直人與她和解。
- 森田直人 - 岡田將生（幼少期：林晃平）

智也的弟弟，哥哥智也過去曾經是殺害小澤清貴的殺人犯，因此他被冠上殺人犯的弟弟的標籤，因此對於哥哥的事情很不諒解。
- 須磨加奈（森田加奈） - 水川麻美

直人在當快遞時在須磨家認識的女子，小時候被母親虐待，但母親在2年前過世，在與直人結婚前與外公哲人同住。
- 森田智也 - 向井理（幼少期：嘉數一星）

直人的哥哥，裕太的伯父。在年幼時曾經殺害當時小二的小澤清貴，在直人上中學的時候自行消失，並在之後偷偷的注視著直人。
- 森田和彥 - 山本太郎

智也和直人的父親，裕太已過世的爺爺。
- 小澤清貴 - 佐藤詩音（回想）

當時被智也殺害的小二學生。
- 窪田正孝

直人的朋友。
- 田口智朗（日语：田口トモロヲ）

- 須磨哲人 - 伊東四朗（日语：伊東四朗）（特別出演）

加奈的外公，裕太的祖外公。他和加奈遇到直人前，兩人相依為命。對於外孫女加奈懷孕的事情一點也不介意。
- 富田葉子 - 田中美佐子

家庭裁判所調査官。
- 森田裕太

直人和加奈的兒子。
- 佐野史郎

特別篇故事的開場旁白。

#### 工作人員
- 原作：伊藤實（日语：伊藤実） 「 前編・後編」（講談社BE・LOVE）
- 劇本：高橋麻紀
- 音樂：神思者『Forgiving』（Ariola JAPAN）
- 資深主管創作人：櫨山裕子（日语：櫨山裕子）
- 製作人：次屋尚、千葉行利（K Factory）、宮川晶（K Factory）
- 導演：星田良子（共同電視台）
- 製作協助：K Factory
- 製作・著作：日本電視台

## 備註
- 日文標題的「海容」意思為「對於他人的過錯和罪惡以宛如大海般寬闊的心寬恕他」。

## 外部連結
- 電視劇官方網站 （页面存档备份，存于）（日語）
- 特別篇官方網站 （页面存档备份，存于）（日語）

## 作品的變遷
| 日本 日本電視台 週三10時               | 日本 日本電視台 週三10時           | 日本 日本電視台 週三10時 |
| -------------------------------------- | ---------------------------------- | ------------------------ |
|                                        | 愛與寬容 （2009.4.15- 2009.6.17）  |                          |
| 破案天才奇娜 （2009.1.21 - 2009.3.18） | 紅鼻子老師 （2009.7.8 - 2009.9.9） |                          |